# فياتشيسلاف أفونين
فياتشيسلاف أفونين (بالروسية: Афонин, Вячеслав Викторович)‏ هو لاعب كرة قدم روسي في مركز الوسط، ولد في 5 فبراير 1978 في تيومين في روسيا. لعب مع بالتيكا كالينينغراد.